# Військова техніка

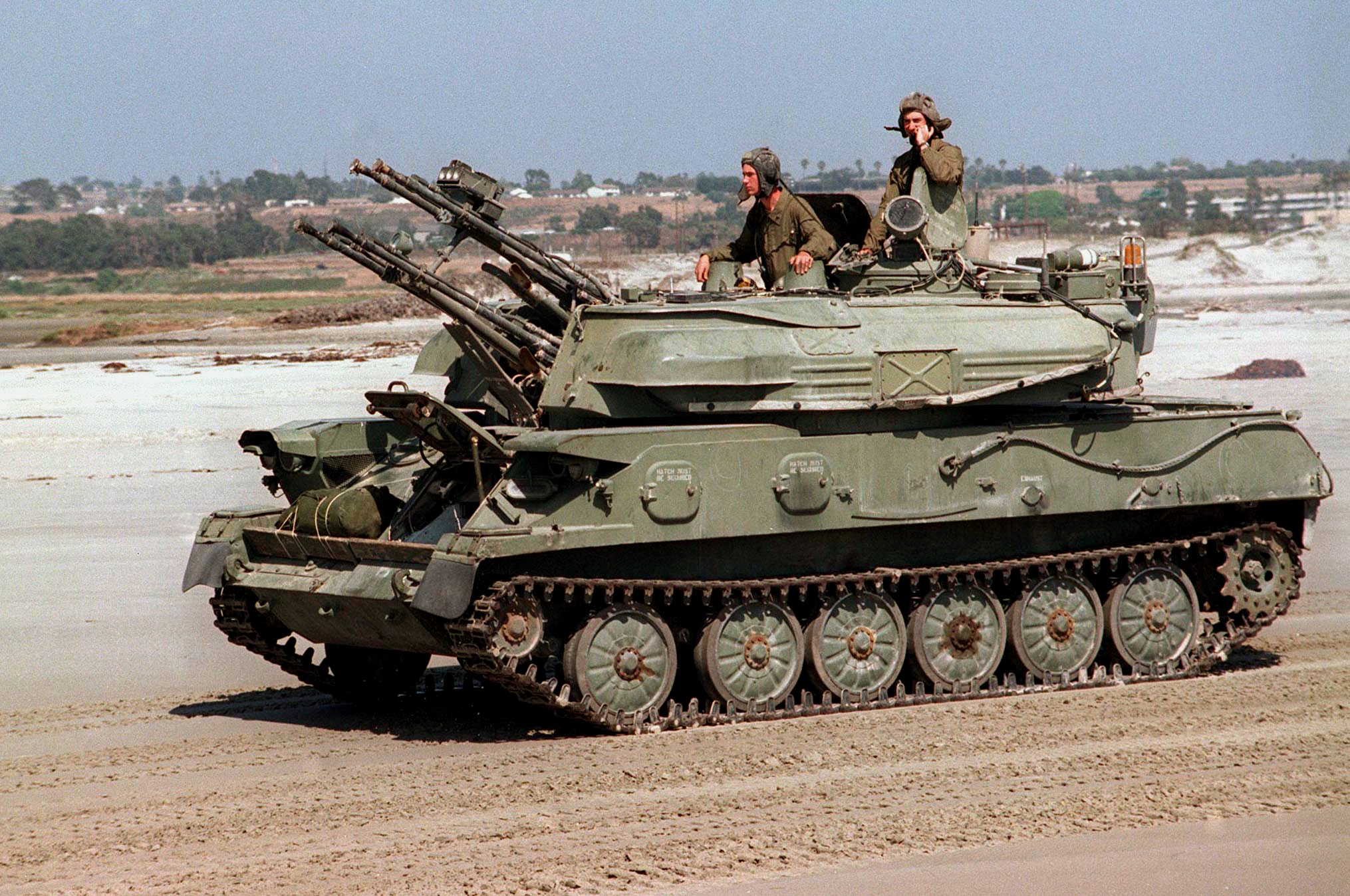
Зенітна самохідна установка ЗСУ-23-4

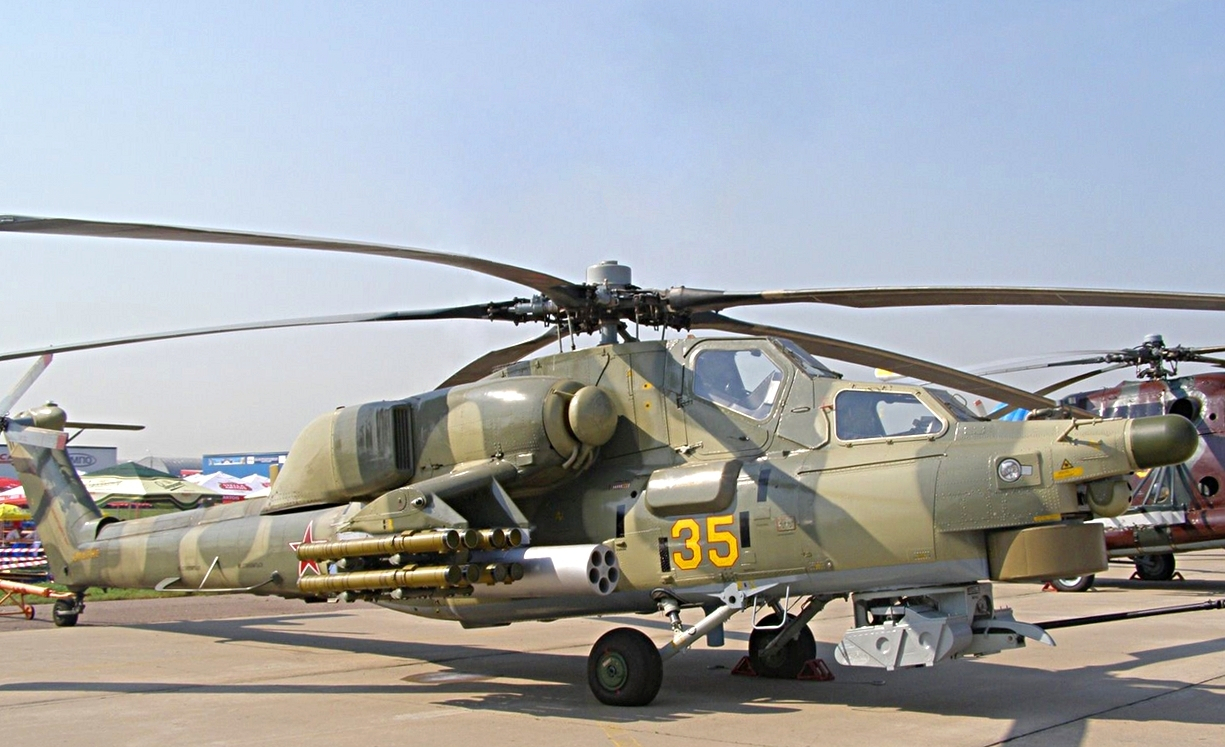
Ударний вертоліт Мі-28

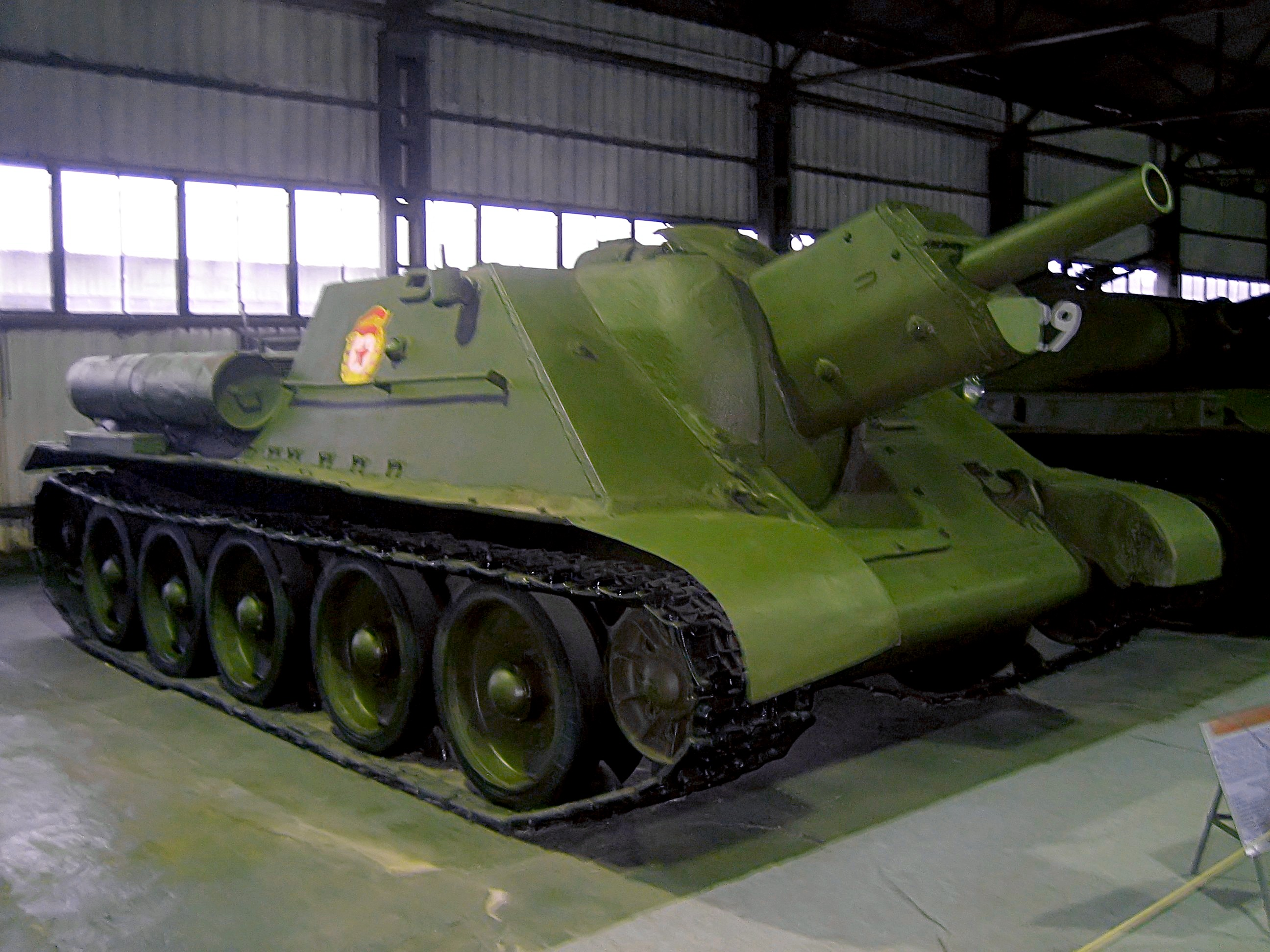
Самохідна артилерійська установка СУ-122

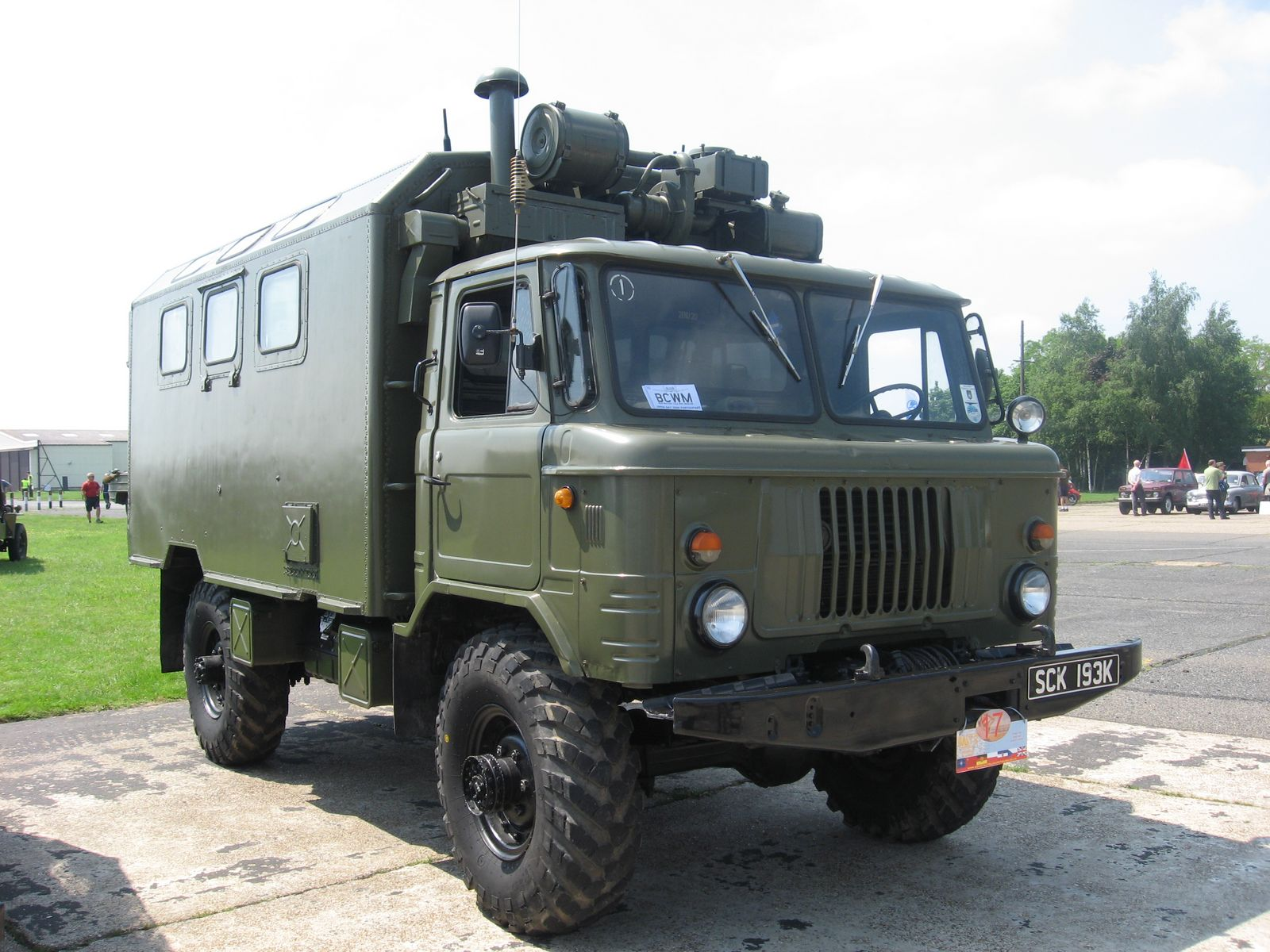
Вантажний автомобіль ГАЗ-66

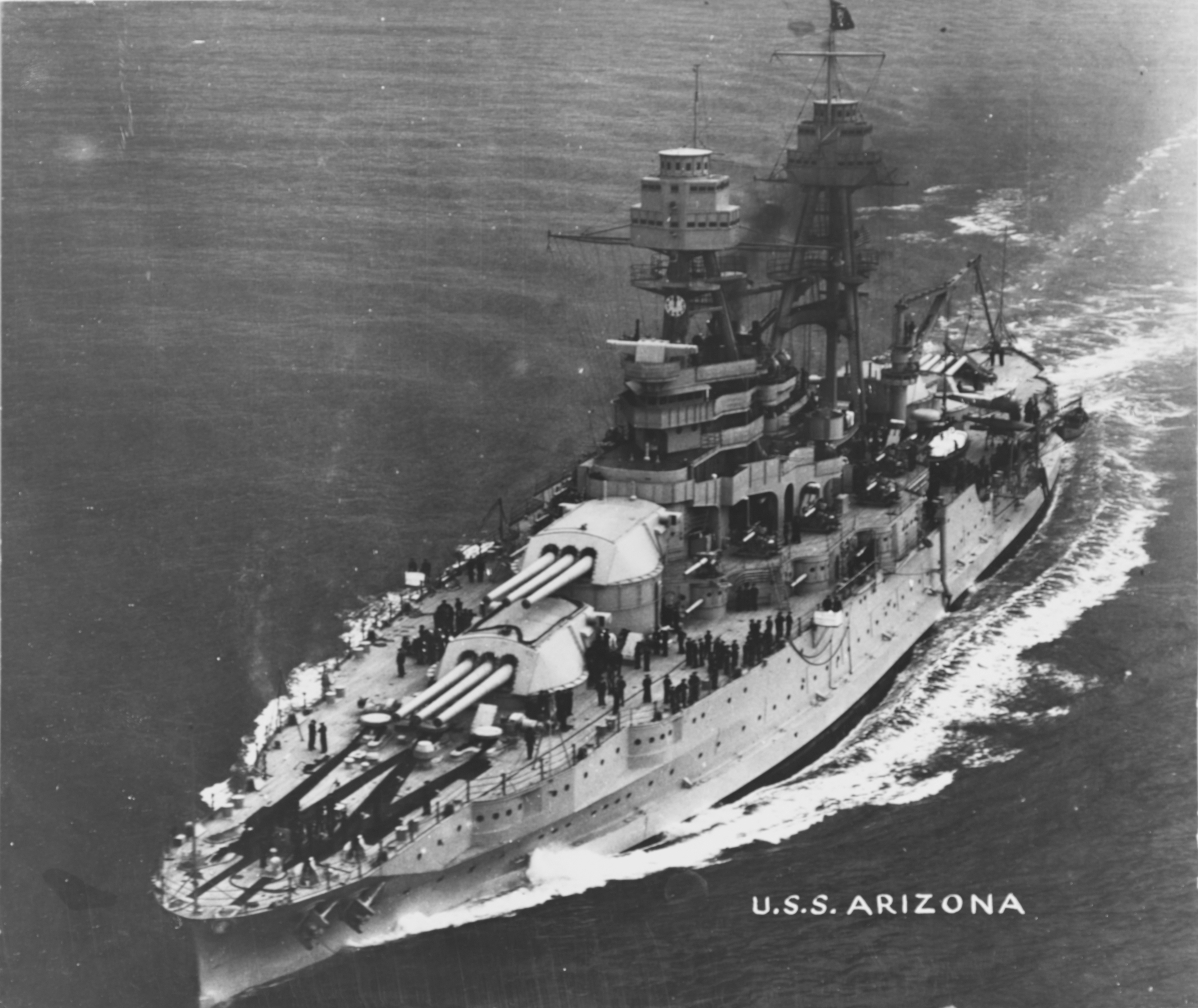
Лінійний корабель «Аризона». США

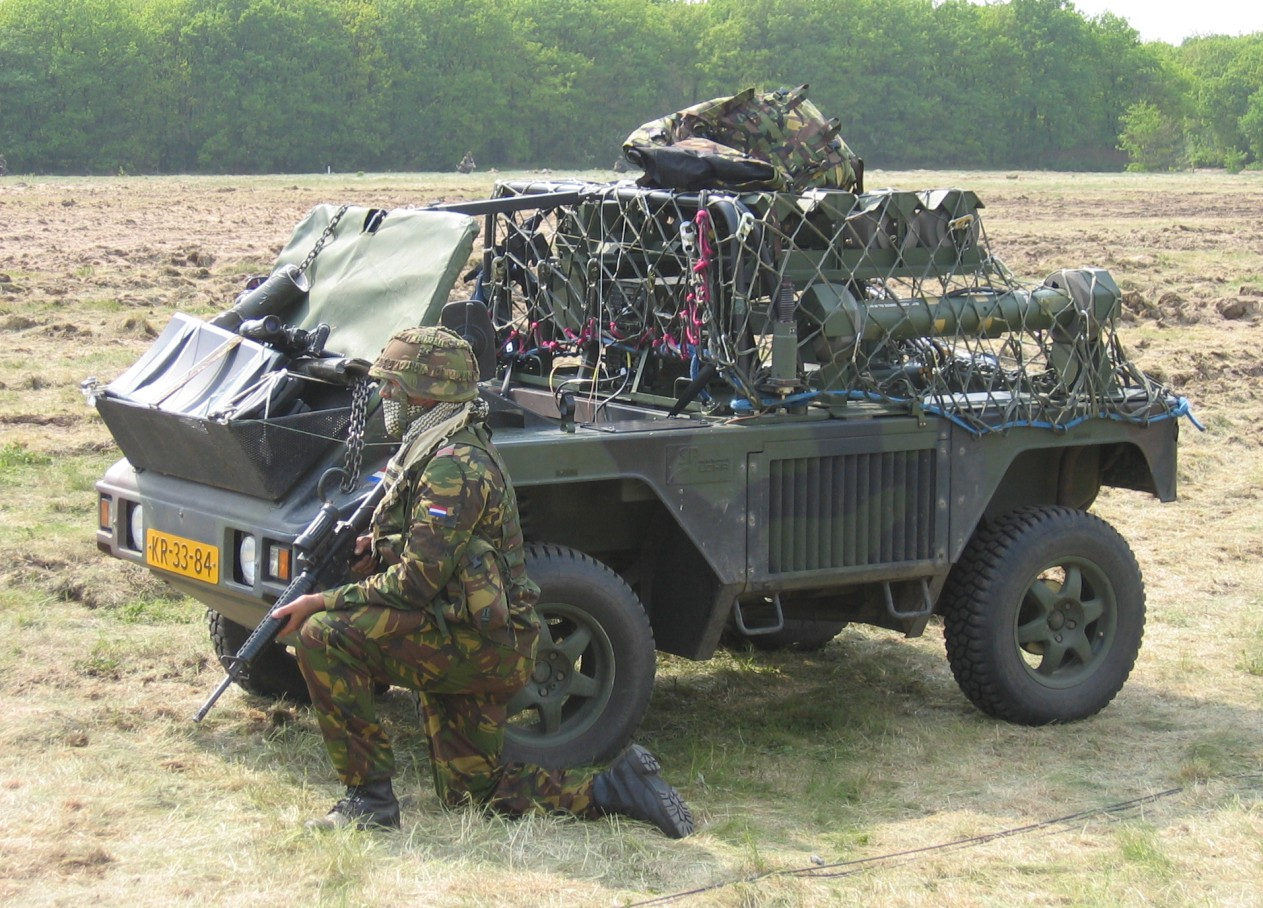
Багатоцільовий спеціальний автомобіль

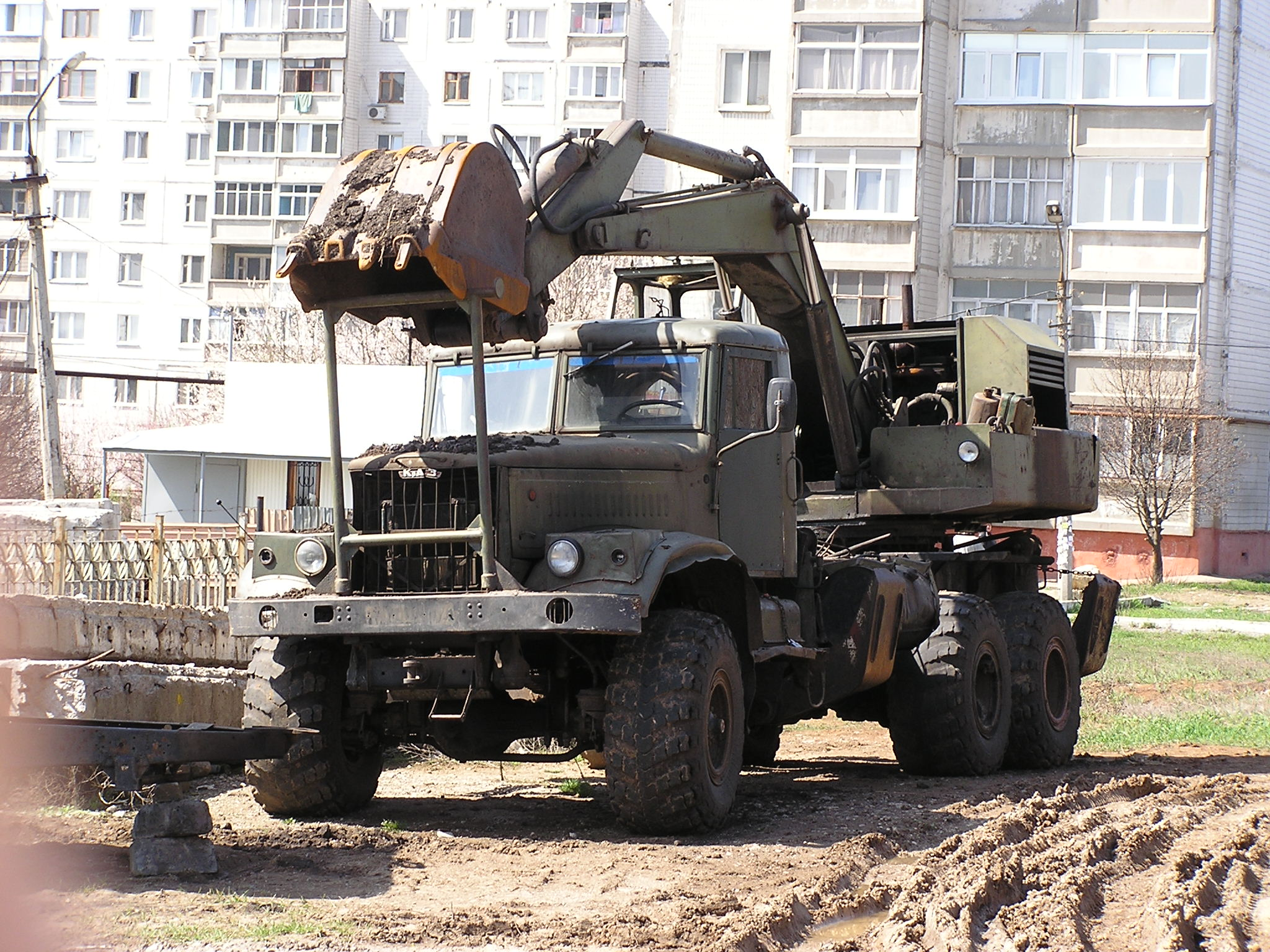
Військовий екскаватор

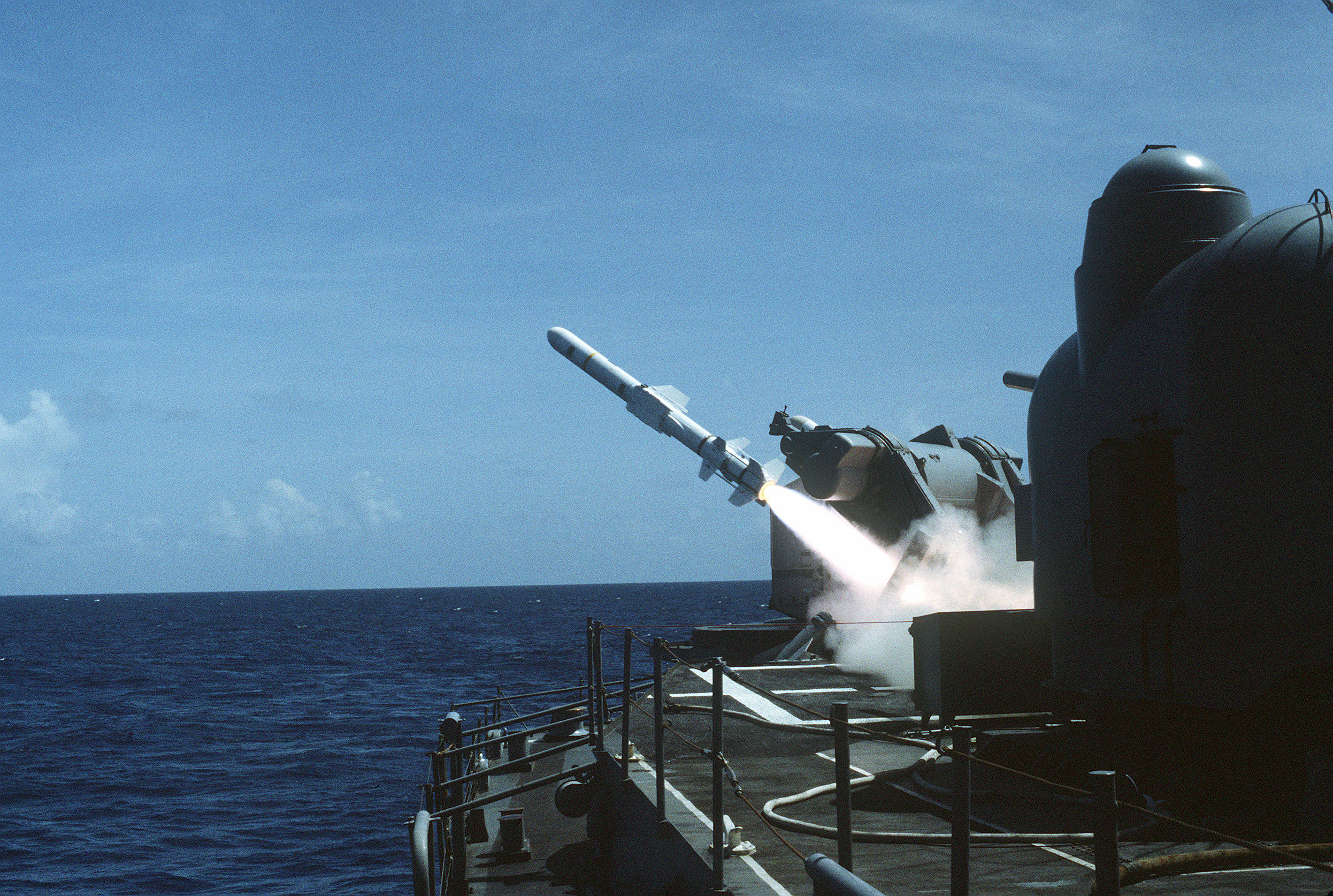
Пуск протикорабельної ракети «Гарпун»

Військо́ва те́хніка — озброєння, бойові й небойові машини, прилади, апарати й інші технічні засоби, якими оснащуються збройні сили. Зброю, як засіб ураження часто виділяють у самостійне поняття (звідси висловлювання «озброєння та військова техніка» (ОВТ). Велика кількість завдань, пов'язаних із застосуванням військової техніки обумовлює її різноманітність по видах, численність і складність по конструкції.

## Зміст
Український «Звід відомостей, що становлять державну таємницю» містить таке визначення:

| Військова техніка: - літаки та гелікоптери бойові, учбово-бойові, спеціальні військові, транспортні, апарати літальні безпілотні, складові одиниці літальних апаратів, пристрої та агрегати авіаційні, обладнання для забезпечення зльоту, посадки та технічного обслуговування літальних апаратів; - бойові кораблі та катери, кораблі спеціального призначення, судна та катери забезпечення і спеціальні, апарати глибоководні; - машини бойові колісні, машини військові спеціальні колісні, машини бойові гусеничні, спеціальне приладдя озброєння бойової колісно-гусеничної техніки; - спеціальна техніка телефонного, телеграфного зв'язку та передачі даних, її складові частини; - технічні засоби захисту апаратури, ліній і каналів зв'язку та їх складові одиниці, апаратура шифрувальна та її складові частини, спеціальна техніка факсимільного зв'язку, техніка спеціального радіозв'язку, апаратура радіонавігаційних систем, спеціальна апаратура для запису (відеозапису) та відтворення звуку (відеосигналів), обладнання радіолокаційне, гідролокаційне, техніка протидії радіоелектронним, інфрачервоним, оптичним, гідроакустичним засобам виявлення цілей, засобам зв'язку, радіорозвідки противника, технічного захисту інформації та комплексного технічного контролю; - спеціальне обладнання для автоматизованого (автоматичного) оброблення даних військового призначення, програмне забезпечення. |
Сучасна військова техніка за своїм функціональним призначенням підрозділяється на:
- озброєння (сукупність різних видів зброї й засобів, що забезпечують його застосування);
- носії зброї;
- технічні засоби керування військами (силами) і бойовими засобами, а також забезпечення бойових дій;
- технічні засоби навчання;
- технічні засоби пропаганди;
- устаткування полігонів.

У документах, печатці й усних виступах часто вживається термін «бойова техніка». Він виник з неофіційного розподілу військової техніки на бойову та допоміжну. Згідно з таким розподілом до бойової техніки умовно віднесена зброя з його носіями (наприклад, танк, літак, корабель), а також окремі комплекси озброєння й зразки зброї.
Поява військової техніки припадає на глибоку старовину. Подальший її розвиток був пов'язане із застосуванням у військовій справі металів, пороху, парової машини, двигуна внутрішнього згоряння й інших досягнень науки, техніки й машинного виробництва.
Особливо швидкий ріст військової техніки відбувався наприкінці 19-го і першої половині XX століття, головним чином, у зв'язку з 1-ю і 2-ю світовими війнами.
Швидкий розвиток військової техніки є однією з вирішальних умов, що визначають рівень боєздатності сучасної армії. Військова техніка становить головний матеріальний компонент військової могутності держав.